# Dargo
Dargo (cũng viết là Dargo) là một tổng thuộc  Namentenga (tỉnh) ở phía bắc  Burkina Faso. Thủ phủ là thị xã D'Argo. Dân số năm 2006 là 28.994 người.

## Các thị xã và làng xã
- D'Argo (thủ phủ)

Bilkoundi, Boko, Boulmiougou-Mossi, Boulmiougou-Peulh, Darbilin, Dazanrin, Falguin, Kancé, Kogossablogo, Komtoèga, Namassa, Noli, Towogodo, Yaongo, Yelembidou, Youguin và Zisségré.